# تمبوة الغربية
تمبوة الغربيه (بالفارسية: تمبو شمآلي) ، قرية صغيرة تـتبع بلدة كوشكنار التابعة لمدينة القابندية في محافظة هرمزگان في جنوب إيران. تقع القرية على بعد 3 كيلومترات غرب قرية تمبوة الشرقيه
تبعد عن مدينة اعسلوه(عسلويه) 35 كيلومتر

## حدود قرية تمبوة الغربيه
من الجنوب الخليج العربي من الشمال الخور من الغرب قرية الخره من الشرق تنتهي بقرية تمبوة الشرقيه

## السكان
يبلغ عدد سكان هذه القرية حسب تعداد السكان لعام 2006 للميلاد، (400) نسمه تشكل (35 عائلة) من أهل السنة والجماعة وعلى المذهب الشافعي. سكان هذه القرية من الأصول العربية ويتكلمون اللغتي العربية والفارسية وهم من عرب الهوله، لهم عدة مساجد، ومدرسة و بركتان لحفظ مياه الأمطار، يقوم السكان بالتجارة وصيد الأسماك والزراعة ، و تربية المواشي والأغنام.
تبعد قرية تمبو عن مياه البحر مسافة 5 كيلومتر، وكانت قرية (تمبوة الغربيه) في الماضي مقراً لحكم قبیلة آل حرم

## شخصيآت (من التاريخ)
احمد بن الشيخ خلف الحرمي، جاسم سلطان، ملا عبد الرحيم واحمد الصوفي
,
•••قرى وبلدات الساحل الشرقي ( بر فارس )•••
تمبوة الشرقيه | تمبوة الغربيه | بندر لنجه | مغوه | ار ميله | نخل جمال | نخل خلفان (مقام لنجة)| بندر جارك | شيبكوه | الغویرزه | العجابر | صروباش